# Bad Cannstatt
Bad Cannstatt je městská část Stuttgartu, metropole německé spolkové země Bádensko-Württembersko. Nachází se na severovýchodě města a protéká jí řeka Neckar. Žije zde přibližně 71 tisíc obyvatel. V místě se nachází devatenáct minerálních pramenů produkujících denně 220 milionů litrů vody, která je indikována na onemocnění nervového systému, kardiovaskulární poruchy i pro zlepšení trávení. Bad Cannstatt proto udržuje partnerství s budapešťským obvodem Újbuda, který má největší termální lázně v Evropě.

## Historie
Podle archeologických nálezů lokalitu obývali již lovci mamutů. Římané zde koncem prvního století založili velké castrum chránící severní hranici říše. Z roku 708 pochází první zmínka o osadě Condistat. V roce 746 se zde konal proslulý krvavý soud v Cannstattu. Roku 1330 získal Cannstatt městská práva. Od osmnáctého století se město stalo populárním lázeňským resortem. Rozvíjel se také průmysl, v roce 1862 vznikla továrna na textilní stroje Stücklen u. Terrot a v roce 1886 zde Gottlieb Daimler sestrojil první automobil se spalovacím motorem. V roce 1887 jezdila ulicemi Cannstadtu první motorová tramvaj na světě. Potravinářství zastupovala čokoládovna Ritter a vinařství v trati Cannstatter Zuckerle. V roce 1905 byl Cannstatt připojen ke Stuttgartu a od roku 1933 užívá v názvu slovo Bad („lázně“).

## Politika

### Starostové Cannstattu před rokem 1905
- 1828–1848: Heinrich von Idler (1802–1878)
- 1848–1853: Pfäfflin
- 1854–1868: Ludwig Lemppenau (1801–1870)
- 1869–1880: Otto Heinrich Rupp (1824–1880)
- 1881–1905: Oskar Nast (1849–1907) (1885 se stal vyšším starostou - Oberbürgermeister)

### Představitelé obvodu po spojení se Stuttgartem roku 1905
- 1905 Christoph Mehl, zapisovatel rady
- 1909 Gustav Nass, zapisovatel rady
- 1917 Hermann Gann, zapisovatel rady
- 1927 Gustav Hahn,
- 1940 Diener (křestní jméno se nedalo zjistit)
- 22. duben 1945 – 30. srpen 1945: Erwin Renz, starosta
- 31. srpen 1945 – 31. leden 1947: Richard Wiedersheim, starosta
- 1. únor 1947 – 30. říjen 1956: Hermann Banhart
- 1. listopad 1956 – 30. duben 1982: Willi Schwenger
- 1. srpen 1982 – 30. srpen 2006: Hans Peter Fischer
- 1. září 2006 – 31. prosinec 2013: Thomas Jakob
- od 15. dubna 2014: Bernd-Marcel Löffler

## Kultura a pamětihodnosti
Nachází se zde zámek Rosenstein s anglickým parkem, zoologická a botanická zahrada, přírodovědné muzeum, divadlo Wilhelma-Theater i sportovní stadiony MHPArena a Porsche-Arena. Evangelický městský kostel byl postaven v pozdněgotickém stolu Aberlinem Jörgem. Areál Cannstatter Wasen na břehu Neckaru hostí každoroční pivní slavnost Volksfest a další hromadné akce. Bad Cannstatt je známý také velkým pašijovým procesím, které zde zavedli italští přistěhovalci.